# Rolling Fields
Rolling Fields är en inkorporerad ort i Jefferson County i Kentucky. Vid 2020 års folkräkning hade Rolling Fields 720 invånare.